# Regionalizacja fizycznogeograficzna Białorusi
Jest niekwestionowane, że terytorium dzisiejszej Białorusi w całości zalicza się do Europy Wschodniej, a w jej ramach – do Niżu Wschodnioeuropejskiego. Natomiast podział na jednostki niższego rzędu jest rozbieżny.

## Regionalizacja fizycznogeograficzna Białorusi według geografii białoruskiej

### Podział tradycyjny
1. Pojezierze Białoruskie – Беларускае Паазер'е, Белорусское Поозерье
  1. Grzęda Brasławska – Браслаўская града, Браславская возвышенность
  2. Wyżyna Łatgalska – Латгальскае ўзвышша, Латгальская возвышенность
    1. Grzęda Oświejska – Асьвейская града, Освейская гряда

  3. Równina Lidzka – Лідзкая раўніна, Лидская равнина
  4. Nizina Środkowoniemeńska – Сярэднянёманская нізіна, Средненеманская низменность
  5. Równina Narocko-Wilejska – Нарачанска-Вялейская нізіна
  6. Wzgórza Święciańskie – Сьвянцянскія грады
  7. Nizina Połocka – Полацкая нізіна, Полоцкая низина
  8. Wysoczyzna Nieszczerdzka – Нешчардаўскае ўзвышша
  9. Równina Czaśnicka – Чашніцкая раўніна
  10. Nizina Suraska – Сураская нізіна
2. Grzęda Białoruska – Беларуская града, Белорусская гряда i Grzęda Smoleńsko-Moskiewska – Смаленска-Маскоўскае ўзвышша, Смоленско-Московская возвышенность
  1. Wzgórza Sokólskie – Гарадзенскае ўзвышша, Гродненская возвышенность
  2. Wysoczyzna Wołkowyska – Ваўкавыскае ўзвышша, Волковысская возвышенность
  3. Wysoczyzna Słonimska – Слонімскае ўзвышша, Слонимская возвышенность
  4. Wysoczyzna Nowogródzka – Наваградзкае ўзвышша, Новогрудская возвышенность
  5. Równina Baranowicka – Баранавіцкая раўніна, Барановичская равнина
  6. Grzęda Kopylska – Капыльская града, Копыльская гряда
  7. Równina Stołpecka – Стаўпецкая раўніна, Столбцовскaя равнинa
  8. Równina Górnoniemeńska – Верхнянёманская нізіна, Верхненеманская низменность
  9. Garb Oszmiański – Ашмянскае ўзвышша, Ошмянская возвышенность
  10. Wysoczyzna Mińska – Мінскае ўзвышша, Минская возвышенность
    1. Wysoczyzna Łohojska – Лагойскае ўзвышша

  11. Wysoczyzna Uszacko-Lepelska – Вушацка-Лепельскае ўзвышша
    1. Wysoczyzna Łukomska – Лукомскае ўзвышша

  12. Nizina Górnoberezyńska – Верхнебярэзінская нізіна
  13. Wysoczyzna Orszańska – Аршанскае ўзвышша
  14. Wysoczyzna Horodecka – Гарадоцкае ўзвышша
  15. Nizina Łuczeska – Лучоская нізіна
  16. Wysoczyzna Witebska – Віцебскае ўзвышша
  17. Wyżyna Smoleńska – Смаленскае ўзвышша
3. Przedpolesie
  1. Równina Nadbużańska – Прыбуская раўніна, Прибугская равнина
  2. Równina Środkowoberezyńska – Цэнтральнабярэзінская раўніна, Центральноберезинская равнина
  3. Równina Czeczorska – Чачэрская раўніна, Чечерская равнина
  4. Równina Orszańsko-Mohylewska – Аршанска-Магілёўская раўніна, Оршанско-Могилевская равнина
  5. Równina Horecko-Mścisławska – Горацка-Амсьціслаўская раўніна, Горецко-Мстиславская равнина
4. Polesie (Nizina Poleska – Палеская нізіна i Nizina Naddnieprzańska – Прыдняпроўская нізіна)
  1. Polesie Brzeskie – Берасьцейскае Палесьсе, Брестское Полесье
  2. Zahorodzie – Загародзьдзе, Загородье
  3. Polesie Prypeckie – Прыпяцкае Палесьсе, Припятское Полесье
  4. Polesie Mozyrskie – Мазырскае Палесьсе, Мозырское Полесье
  5. Grzęda Mozyrska – Мазырская града
  6. Polesie Homelskie – Гомельскае Палесьсе, Гомельское Полесье

### W podziale na prowincje
1. prowincja białorusko-wałdajska – Белорусско-Валдайская провинция
  1. Pojezierze Białoruskie
  2. Grzęda Białoruska
2. prowincja wschodnio-nadbałtycka – Провинция Восточной Прибалтики
  1. Wyżyna Łatgalska
  2. Wysoczyzna Brasławska
3. prowincja wschodnio-białoruska – Восточно-Белорусская провинция
  1. Równina Orszańsko-Mohylewska
  2. Równina Horecko-Mścisławska
4. prowincja zachodnio-białoruska – Западно-Белорусская провинция
  1. Równina Lidzka
  2. Nizina Środkowoniemeńska
  3. Nizina Górnoniemeńska
  4. południowo-zachodnie odgałęzienie Grzędy Białoruskiej
    1. Wzgórza Sokólskie
    2. Wysoczyzna Nowogródzka
    3. Wysoczyzna Słonimska

  5. Grzęda Kopylska
  6. Równina Stołpecka
  7. Równina Baranowicka
  8. Równina Nadbużańska
5. prowincja przedpoleska – Провинция Предполесья
  1. Równina Środkowoberezyńska
  2. Równina Czeczorska
6. prowincja poleska – Полесская провинция
  1. Polesie Prypeckie
  2. Polesie Homelskie
  3. Polesie Mozyrskie
  4. Zahorodzie
  5. Polesie Brzeskie

## Regionalizacja fizycznogeograficzna Białorusi według UKD
Zgodnie z uniwersalną dziesiętną regionalizacją fizycznogeograficzną Europy według FID terytorium dzisiejszej Białorusi w całości leży w Europy Wschodniej, w jej ramach – w obrębie Niżu Wschodnioeuropejskiego (8), a w nim – w obrębie Niżu Wschodniobałtycko-Białoruskiego (84).
Powyższa regionalizacja bez wyjaśnienia pomija jednak fakt, że niewielka część terytorium Białorusi leży w obrębie Grzędy Smoleńsko-Moskiewskiej (833), należącej do Niziny Środkoworosyjskiej (83).
84 Niż Wschodniobałtycko-Białoruski
842 Pojezierza Wschodniobałtyckie
842.2 Pojezierze Witebskie
842.21 Pojezierze Newelskie
842.22 Równina Suraska
842.23 Wysoczyzna Witebska
842.24 Równina Łuczeska
842.3 Pojezierze Łatgalskie
842.4 Pojezierze Brasławskie
842.5 Równina Połocka
842.6 Pojezierze Białoruskie
842.61 Równina Czaśnicka
842.62 Pojezierze Lepelskie
842.63 Równina Górnoberezyńska
842.64 Pojezierze Święciańsko-Narockie
842.65 Równina Wilejska
842.7 Pojezierze Litewskie
843 Wysoczyzny Podlasko-Białoruskie
843.1 Wysoczyzna Mińska
843.2 Poniemnie
843.21 Garb Oszmiański
843.22 Wysoczyzna Lidzka
843.23 Równina Nadniemeńska
843.24 Równina Stołpecka
843.25 Grzęda Kopylska
843.26 Wysoczyzna Nowogródzka
843.27 Wysoczyzna Wołkowyska
843.3 Nizina Północnopodlaska
843.34 Wzgórza Sokólskie
843.4 Przedpolesie Zachodnie
843.41 Równina Prużańska
843.42 Równina Baranowicka
843.43 Równina Słucka
844 Nizina Berezyńsko-Desniańska
844.1 Przedpolesie Wschodnie
844.11 Równina Środkowoberezyńska
844.12 Równina Czeczorska
844.2 Środkowe Podnieprze
844.21 Wysoczyzna Orszańska
844.22 Równina Orszańsko-Mohylewska
844.23 Wysoczyzna Mścisławska
845 Polesie
845.1-2 Polesie Zachodnie
845.17 Polesie Brzeskie
845.18 Zahorodzie
845.21 Polesie Prypeckie
845.22 Polesie Mozyrskie
845.4 Polesie Wschodnie
845.41 Polesie Homelskie

### Pozostała literatura
- рэд. кал. І.П. Шамякін [і інш.] Энцыклапедыя прыроды Беларусі : у 5 т. Мн., 1986
- А.В. Матвеев, Б.Н. Гурский, Р.И. Левицкая Рельеф Белоруссии, Университетское, Мн. 1988
- рэд. кал. Л.В. Казлоўская [і інш.]. Геаграфія Беларусі: энцыклапедычны даведнік, БелЭн, Мн. 1992
- А.В. Мацвееў, В.П. Якушка Пра рэльеф Беларусі, Мн. 1994
- М.И. Скороходов География Горецкого района, Горки 1995
- ред. Г.Н.Каропa, В.Е.Пашук География Гомельской области, Изд-во Гомельского государственного университета им.Ф.Скорины, Гомель 2000
- О.Ф. Якушко (red.), Л.В. Марьина, Ю.Н. Емельянов Геоморфология Беларуси: учеб. пособие для студ. геогр. фак., Мн., 2000
- М.Ю. Бобрик [и др.] Физическая география Витебской области : учебное пособие, Витебск 2004
- Г.П. Пашков [и др.], под общ. ред. И.И. Пирожника Туристская энциклопедия Беларуси, Мн., БелЭн, 2007, ISBN 978-985-11-0384-9